# Perisporiopsis lantanae
Perisporiopsis lantanae är en svampart som först beskrevs av Frank Lincoln Stevens, och fick sitt nu gällande namn av R.W. Barreto 1995. Perisporiopsis lantanae ingår i släktet Perisporiopsis och familjen Parodiopsidaceae.   Inga underarter finns listade i Catalogue of Life.